# Reinhold Ruge

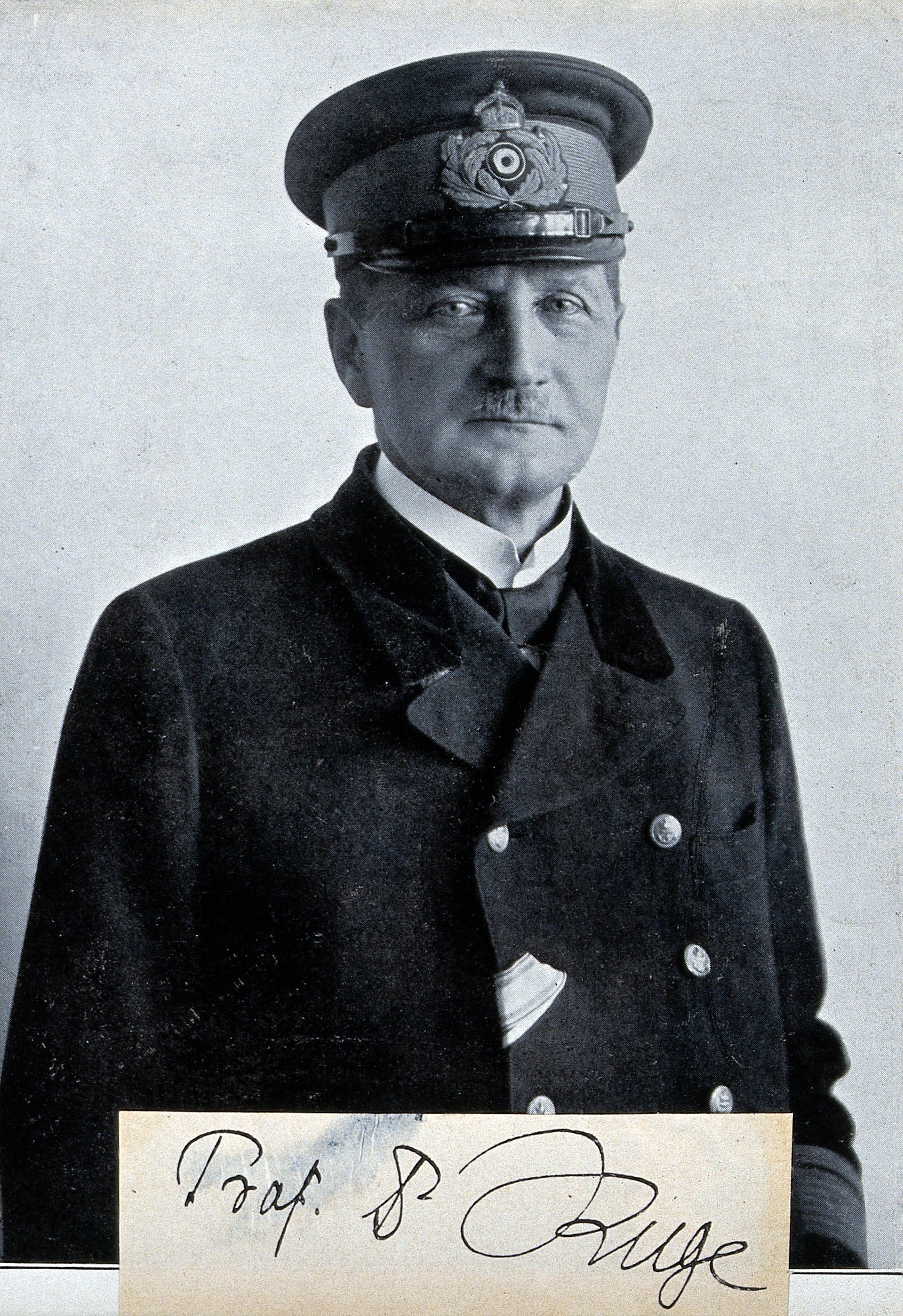
Reinhold Ruge

Reinhold Ruge (* 19. April 1862 in Dresden; † 15. August 1936 in Klotzsche) war ein deutscher Marine-Obergeneralarzt der Kaiserlichen Marine und Professor an der Universität Kiel.

## Familie
Ruge entstammte einer evangelisch-lutherischen Familie aus Norddeutschland. Sein Großvater, der Arzt Christian August Ruge, nahm an der Schlacht bei Waterloo teil. Der Vater Sophus Ruge war Wirtschaftsgeograph, der Bruder Walther Ruge Philologe und Gymnasialprofessor am König-Albert-Gymnasium in Leipzig. Sein Neffe war der Vizeadmiral Friedrich Ruge.

## Leben
Reinhold Ruge trat am 1. April 1881 als Einjährig-Freiwilliger in die Preußische Armee ein und studierte Medizin 1881/85 an der Kaiser-Wilhelms-Akademie in Berlin. 1882 wurde er Mitglied des Pépinière-Corps Franconia. 1885 wurde er in Kiel mit der Dissertation Antipyrin und die antipyretischen Mittel in der Behandlung des Gelenkrheumatismus zum Dr. med. promoviert und Mitte Februar 1885 zum Unterarzt ernannt. Im selben Jahr wurde er als Assistent an die Charité kommandiert und durch Verfügung des Generalstabsarztes der Armee vom 28. März 1885 unter Belassung in seiner Stellung zur Kaiserlichen Marine versetzt. Zugleich stand er in den folgenden Jahren mehrfach zeitweise zur Verfügung des Stationsarztes der Marinestation der Nordsee und versah als Assistenzarzt von Mitte April bis Anfang Oktober 1887 Dienst auf der König Wilhelm sowie als Schiffsarzt von Ende März bis Anfang August 1888 auf der Victoria. Nach seiner Beförderung zum Marine-Assistenzarzt I. Klasse wurde Ruge am 12. November 1888 Schiffsarzt auf dem Aviso Pfeil, die beim Ostafrikanischen Blockadegeschwader vor der Küste der späteren deutschen Kolonie Deutsch-Ostafrika im Einsatz war. Nach seiner Rückkehr nach Deutschland stand er ab Mitte Dezember wieder zur Verfügung des Stationsarztes der Marinestation der Nordsee bzw. war dem Marinelazarett Lehe zugeteilt und wurde bis Ende März 1892 zum Robert Koch-Institut kommandiert. Daran schlossen sich kurzzeitige Verwendungen als Oberarzt der 2. Abteilung der II. Matrosendivision sowie als Schiffsarzt auf der Oldenburg und der Württemberg an. Vom 1. Dezember 1892 bis zum 29. April 1894 versah Ruge Dienst auf der Marie, mit der er eine Reise nach Südamerika unternahm. Ende April 1894 trat er auf dem Dampfer München die Heimreise an, stand zur Verfügung des Stationsarztes der Marinestation der Nordsee und wurde ab Anfang Oktober 1894 jeweils auf ein Jahr zum Friedrich-Wilhelm-Institut sowie zur Charité kommandiert. Für ein Jahr war Ruge dann Bataillonsarzt des I. See-Bataillon in Kiel und wurde am 15. September 1897 als Schiffsarzt auf die Charlotte versetzt. Mit dem Schulschiff reiste er in die Karibik und nach Nordamerika. Nachdem er Ende März 1899 von Bord gegangen war, wurde Ruge zum Institut für Infektionskrankheiten in Berlin kommandiert und dem Marinelazarett Kiel zugeteilt sowie als Referent im Sanitätsdienst der Marinestation der Ostsee verwendet. Zwischenzeitlich zum Marine-Oberstabsarzt aufgestiegen, war er vom 1. April 1901 bis zum 30. September 1902 Oberarzt beim Marinelazarett Kiel und zugleich zeitweise Geschwaderarzt beim Stab des II. Geschwaders der Übungsflotte.

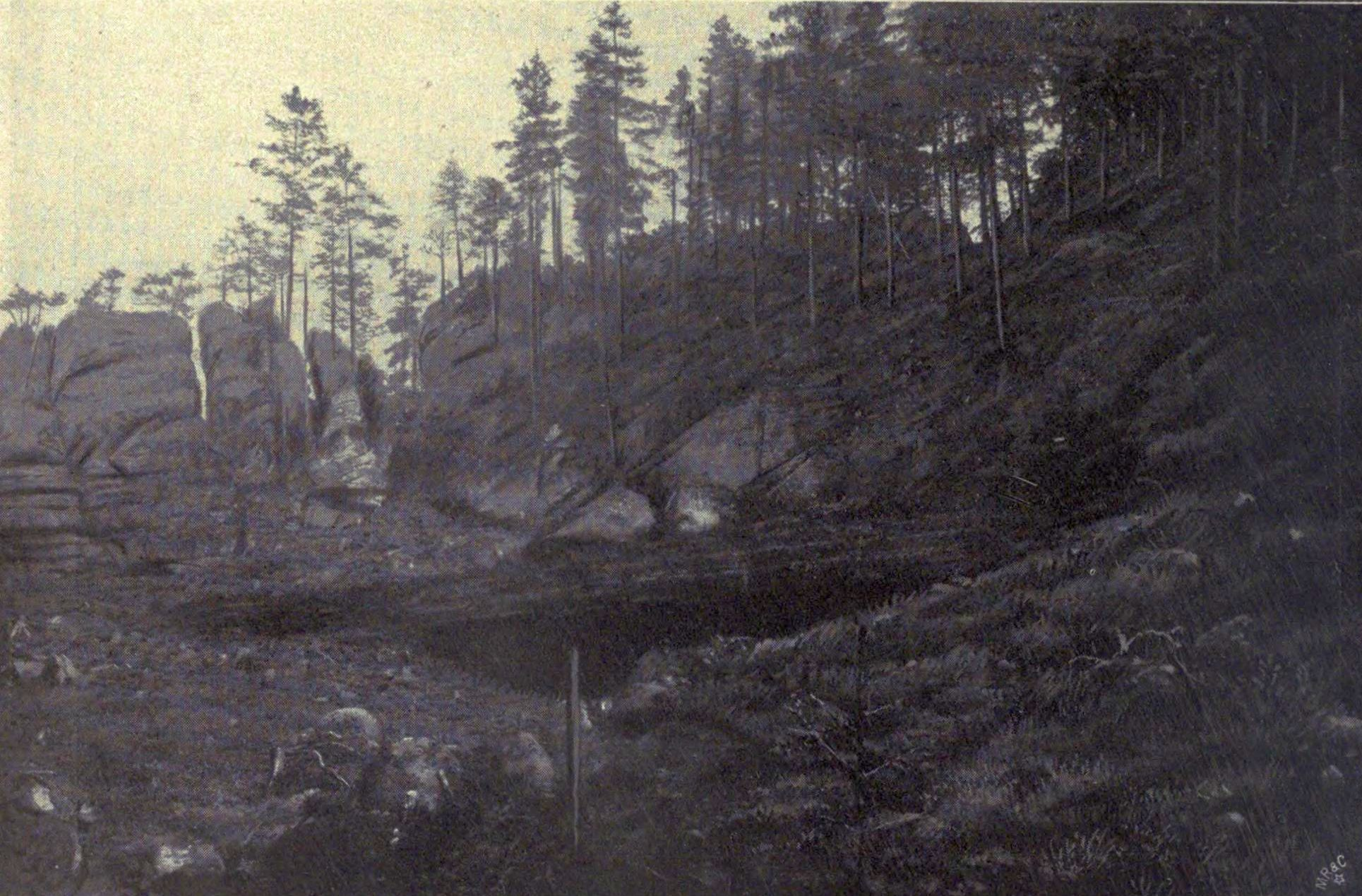
Geologische Aufnahme des Gohrischs von Ruge

Um 1900 nahm Reinhold Ruge Fotos von Gesteinsformationen der Sächsischen Schweiz auf für das Buch Dresden und die Sächsische Schweiz seines Vaters Sophus Ruge.
1902 habilitierte er sich mit der Schrift Fragen und Probleme der modernen Malariaforschung an der Christian-Albrechts-Universität zu Kiel. Am 21. Februar 1906 wurde ihm Prädikat „Professor“ verliehen und er wirkte bis 1914 zugleich auch als Privatdozent an der Universität in Kiel.
Ab dem 1. Oktober 1902 war Ruge Referent des Sanitätsamtes der Marinestation der Ostsee und zugleich Lehrer an der Marineakademie. Unter Belassung in seiner Lehrtätigkeit wurde er am 2. August 1910 zunächst mit der Wahrnehmung der Geschäfte des Inspektionsarztes der Inspektion des Bildungswesens der Marine beauftragt und am 19. November 1910 mit der Beförderung zum Marine-Generalarzt zum Inspektionsarzt ernannt. Ruge nahm am 4. März 1914 mit der gesetzlichen Pension sowie der Erlaubnis zum Tragen der bisherigen Uniform als Marine-Generalarzt mit dem Rang als Konteradmiral seinen Abschied aus dem aktiven Dienst.
Nach seiner Verabschiedung war er im Sommer 1914 Direktor des Internationalen Gesundheitsamtes und des Malaria-Instituts in Jerusalem.
Ruge wurde während des Ersten Weltkriegs als z.D.-Offizier wiederverwendet. Er war zunächst vom 29. Januar bis zum 28. Juli 1915 Etappenarzt der Südarmee und anschließend als Armeearzt im Stab der Südarmee an der Ostfront. In dieser Eigenschaft erhielt er am 20. Februar 1917 den Charakter als Marine-Generaloberarzt, bevor seine Mobilmachungsbestimmung am 30. Juli 1917 aufgehoben wurde. Er starb am 15. August 1936 in Klotzsche.

## Schriften
- Über die Plasmodien bei den Malariakrankheiten. 1892.
- Einführung in das Studium der Malariakrankheiten. 1901, 2. Aufl. 1906, engl. 1903.
- Amöben und Bazillenruhr. In: Menses Handbuch der Tropenkrankheiten. 1905.
- mit Marine-Oberstabsarzt Max zur Verth: Tropenhygiene und Tropenkrankheiten. 1912, ab 1925 unter dem Titel:
- mit Peter Mühlens und Max zur Verth: Krankheiten und Hygiene der warmen Länder. Ein Lehrbuch für die Praxis. 5., völlig neu bearbeitete Auflage. G. Thieme, Leipzig 1942.
- Die Ruhrformen der warmen Länder. 1926.